# 大正ロマンエリア

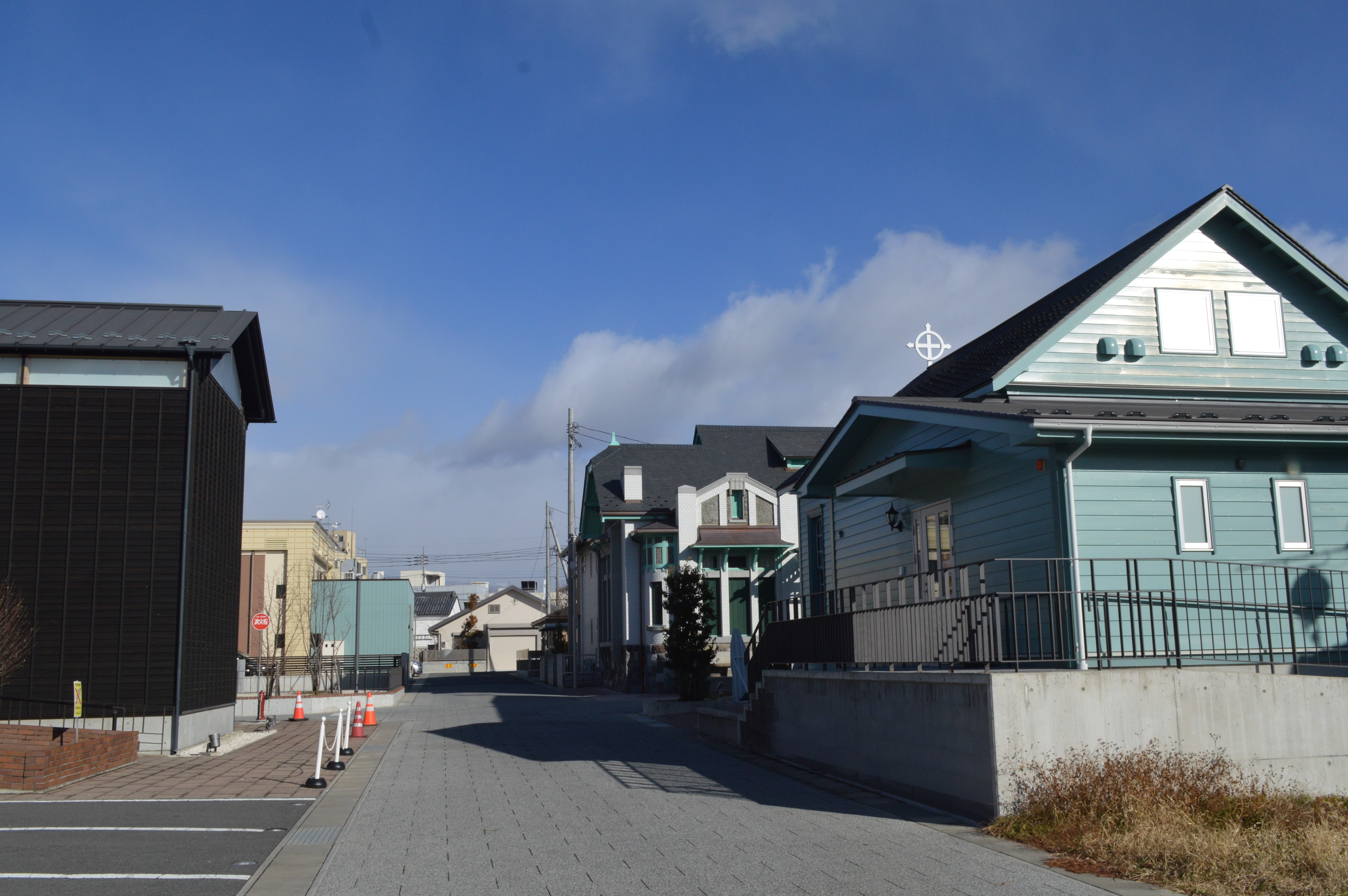
大正ロマンエリア

大正ロマンエリア（たいしょうロマンエリア）は、群馬県沼田市上之町にあって大正ロマンをイメージしたまちづくりを進めている地区。

## 歴史
沼田市は中心市街地の上之町周辺エリアにおいて、土地区画整理事業を背景として歴史的建造物を核とするまちづくりを進めている。2014年（平成26年）7月には上之町に生方記念文庫が移転開館し、2016年（平成28年）には群馬県指定文化財の旧沼田貯蓄銀行が材木町から移築された。
2020年（令和2年）には登録有形文化財の旧土岐家住宅洋館が沼田公園から移築され、同年にはやはり登録有形文化財の旧日本基督教団沼田教会紀念会堂が沼田公園隣接地から移築された。2023年（令和5年）には東京都渋谷区から旧久米家住宅洋館が移築され、大正時代を主とする4棟の歴史的建造物（近代建築）の移築が完了した。
この大正ロマンエリアはツアーバスの観光コースに組み込まれているほか、複数の歴史的建造物に入館するための周遊券の販売も行っている。

## 建築物

### 旧沼田貯蓄銀行

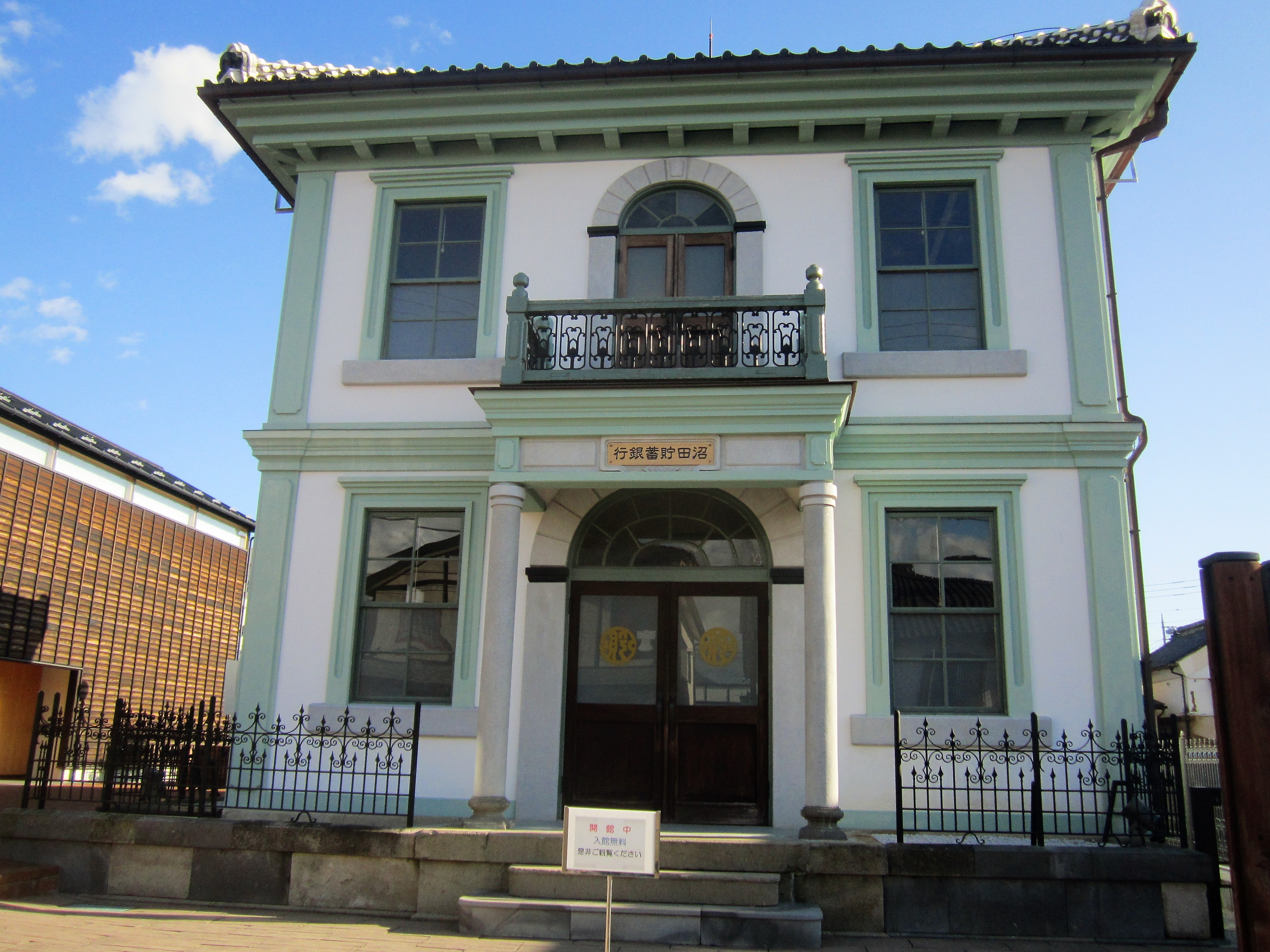
旧沼田貯蓄銀行

1908年（明治41年）頃、利根郡沼田町材木町（現・沼田市材木町）に竣工した擬洋風建築の銀行建築。1934年（昭和9年）には銀行店舗としての営業を終了し、その後は1983年（昭和58年）まで職業安定所、土地改良区事務所、酪農組合事務所などとして使用された。1984年（昭和59年）には群馬県指定文化財に指定された。2012年（平成24年）から調査と建物の解体が行われ、2016年（平成28年）に大正ロマンエリアに移築された。

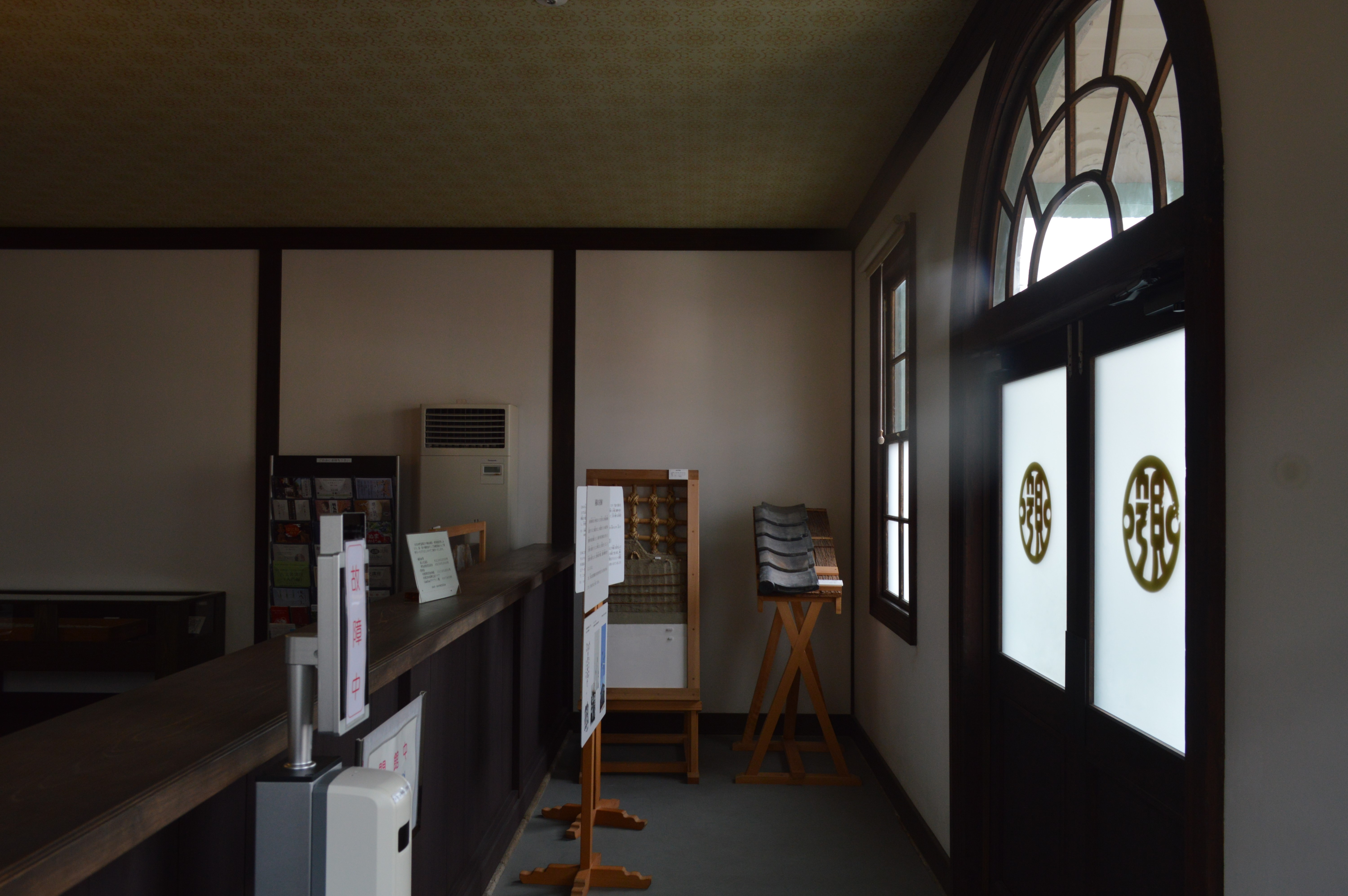
客溜まりとカウンター
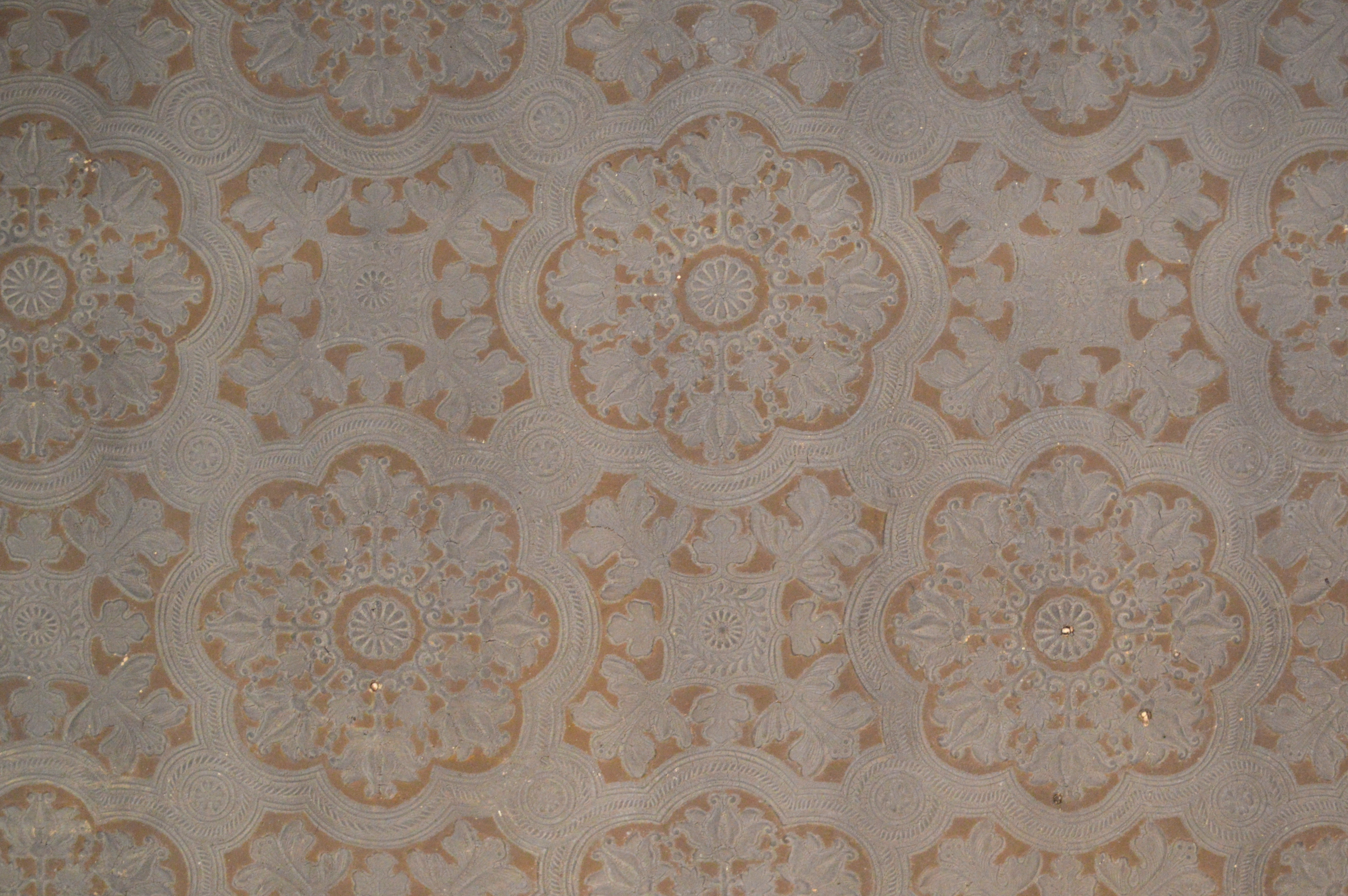
金唐革紙の天井

### 旧土岐家住宅洋館

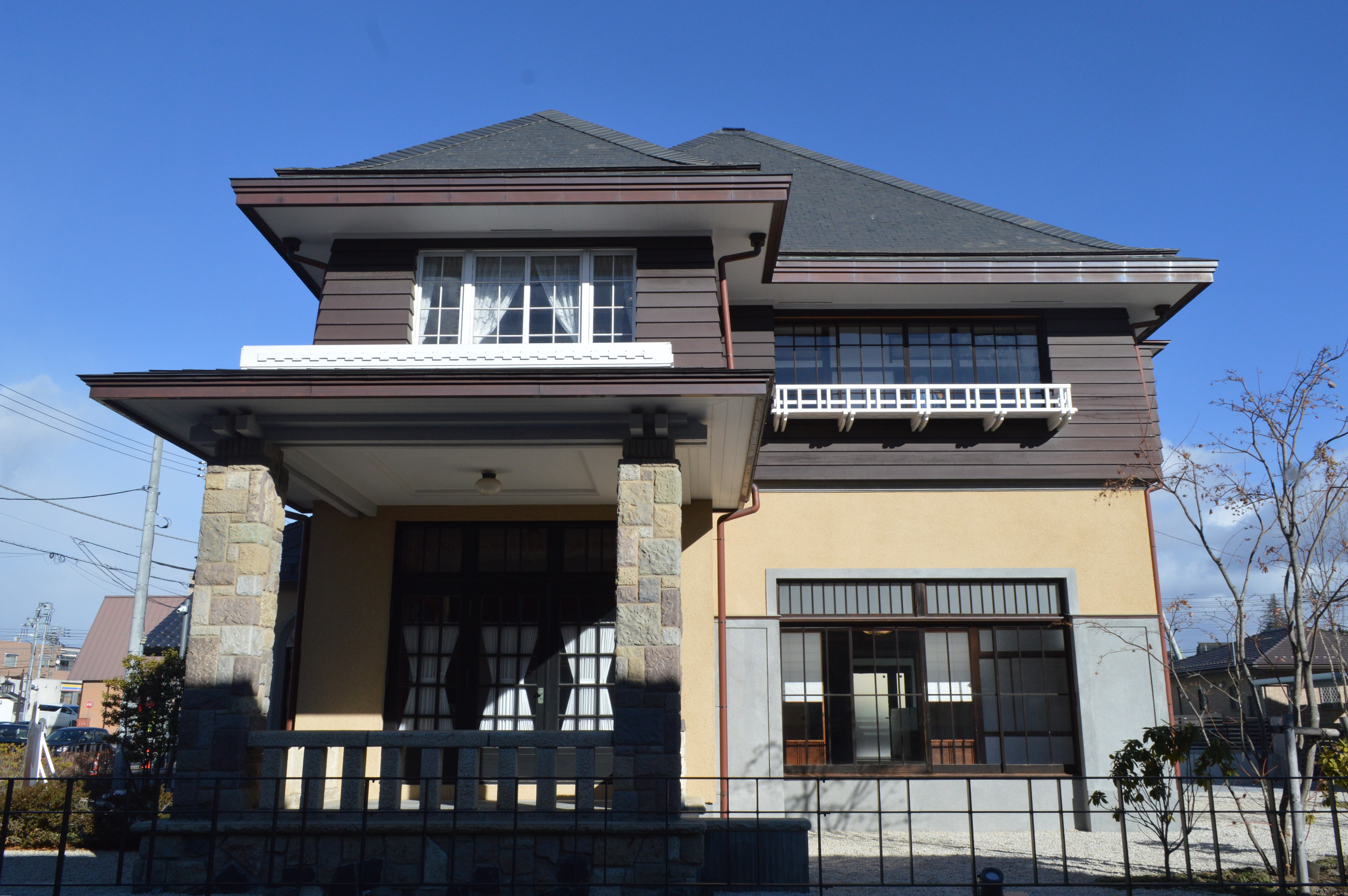
旧土岐家住宅洋館

1924年（大正13年）12月、東京市麻布区広尾（現・渋谷区）に土岐章子爵の邸宅として竣工し、1988年（昭和63年）までは土岐章や妻が暮らしていた。土岐家が沼田藩主を務めた家系である縁から、1990年（平成2年）に沼田市が取得して沼田公園に移築されると、1997年（平成9年）11月5日に登録有形文化財に登録された。2020年（令和2年）に大正ロマンエリアに再移築された。

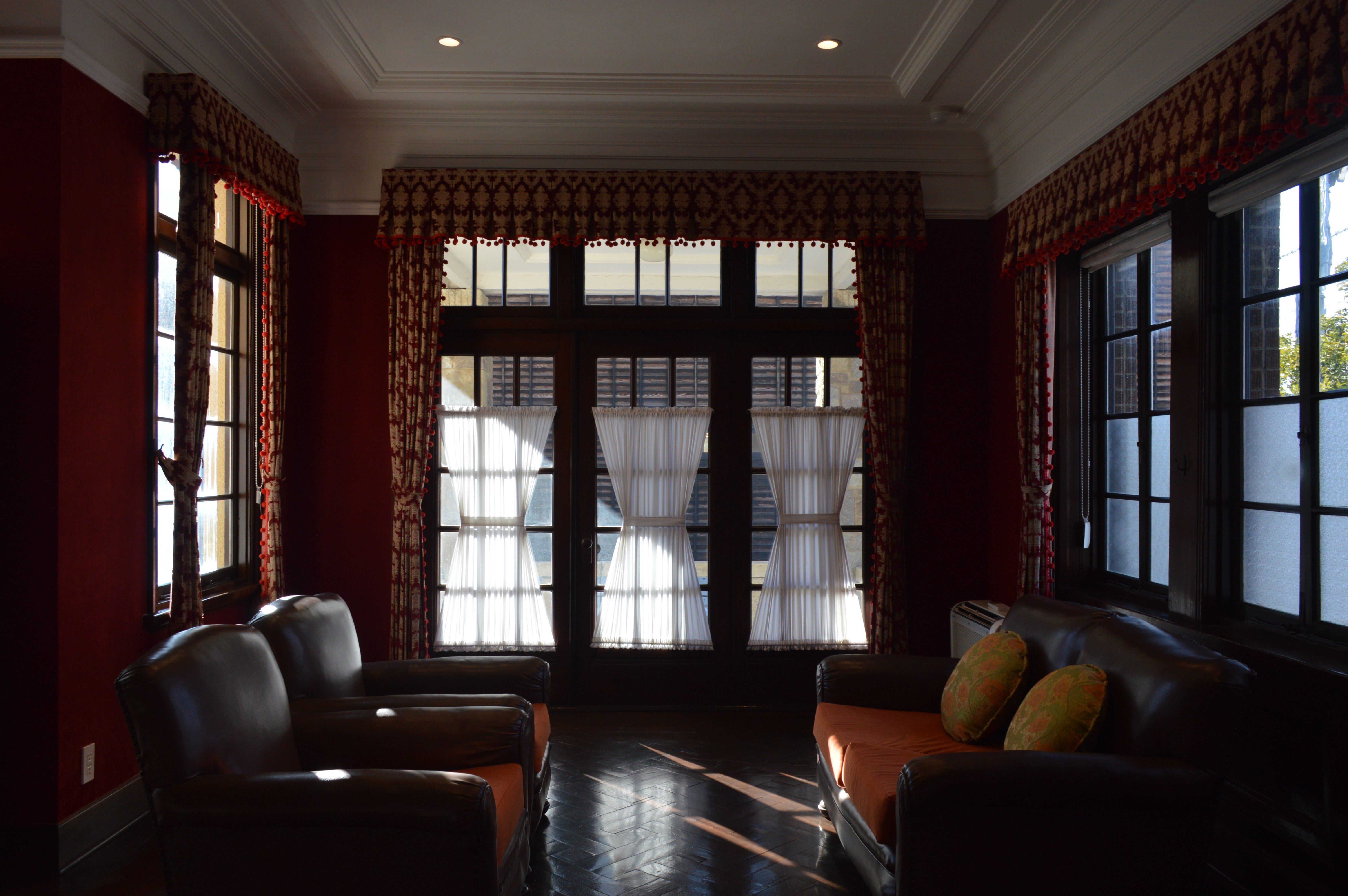
応接室
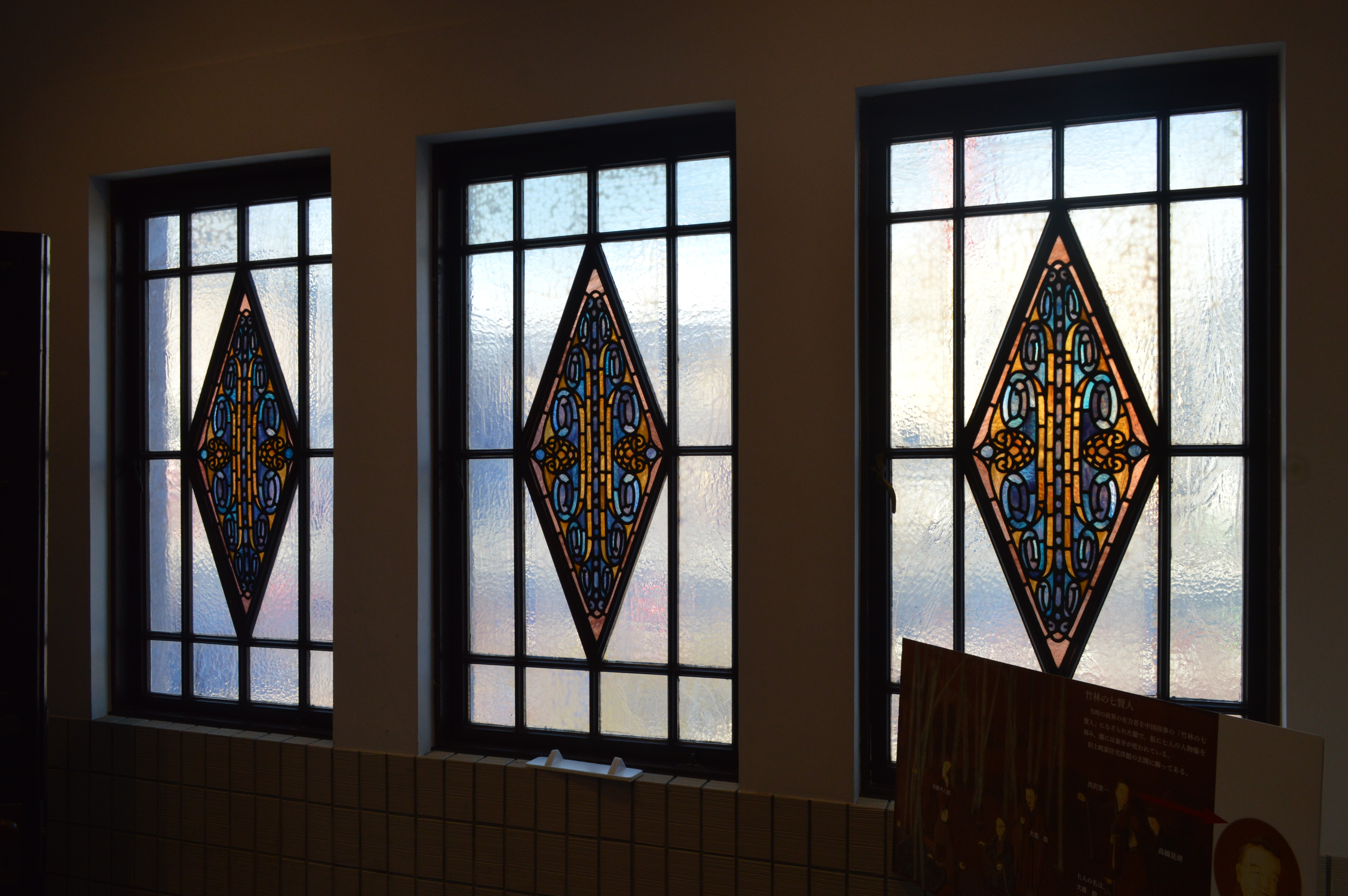
ステンドグラス

### 旧日本基督教団沼田教会紀念会堂

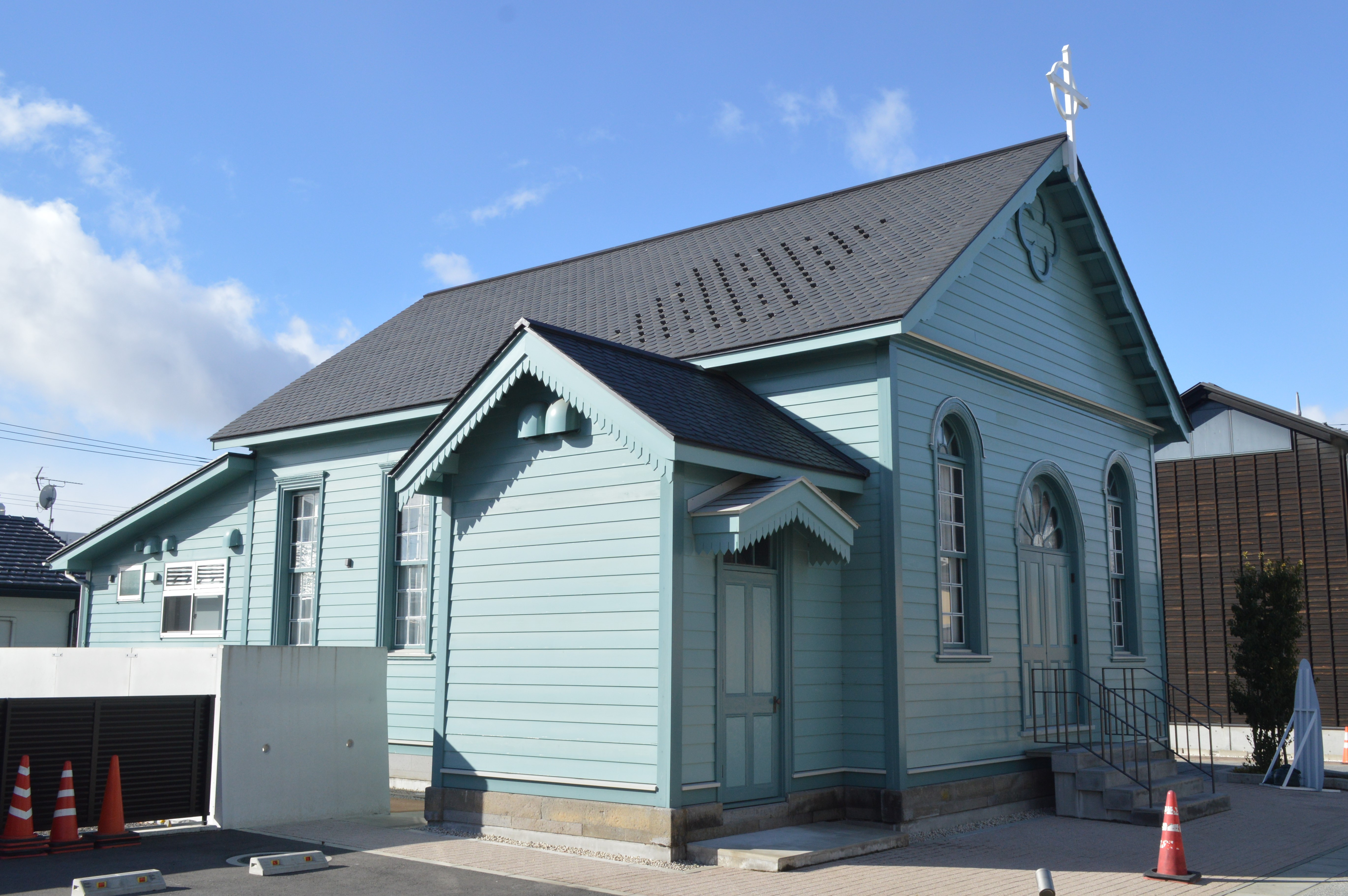
旧日本基督教団沼田教会紀念会堂

1914年（大正3年）に沼田市街地に建設された。1988年（昭和63年）には沼田公園に隣接する住宅街に移築されて関口コオきり絵美術館となると、1998年（平成10年）4月21日に登録有形文化財に登録された。2020年（令和2年）に大正ロマンエリアに再移築された。

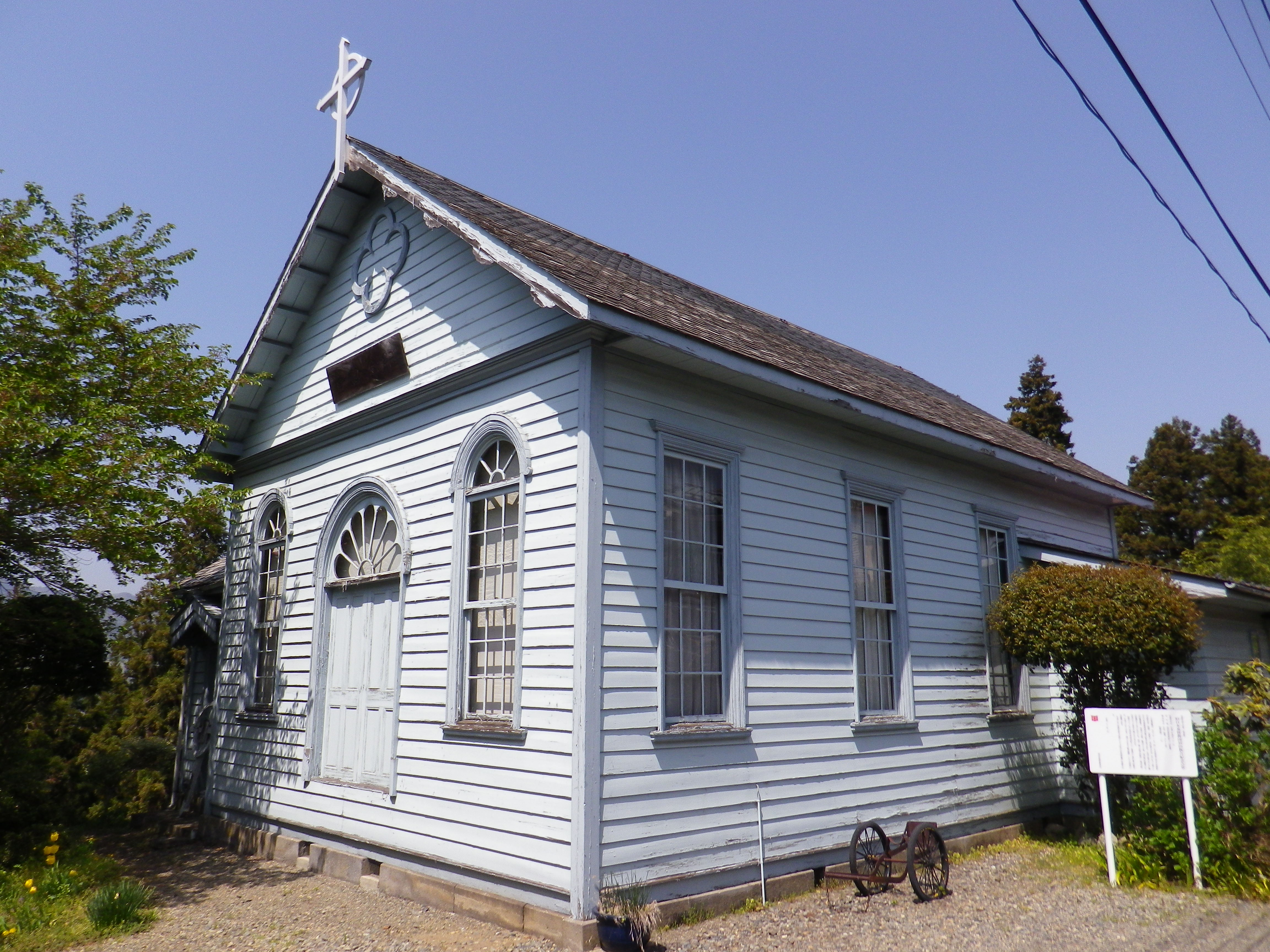
移築前

### 旧久米家住宅洋館

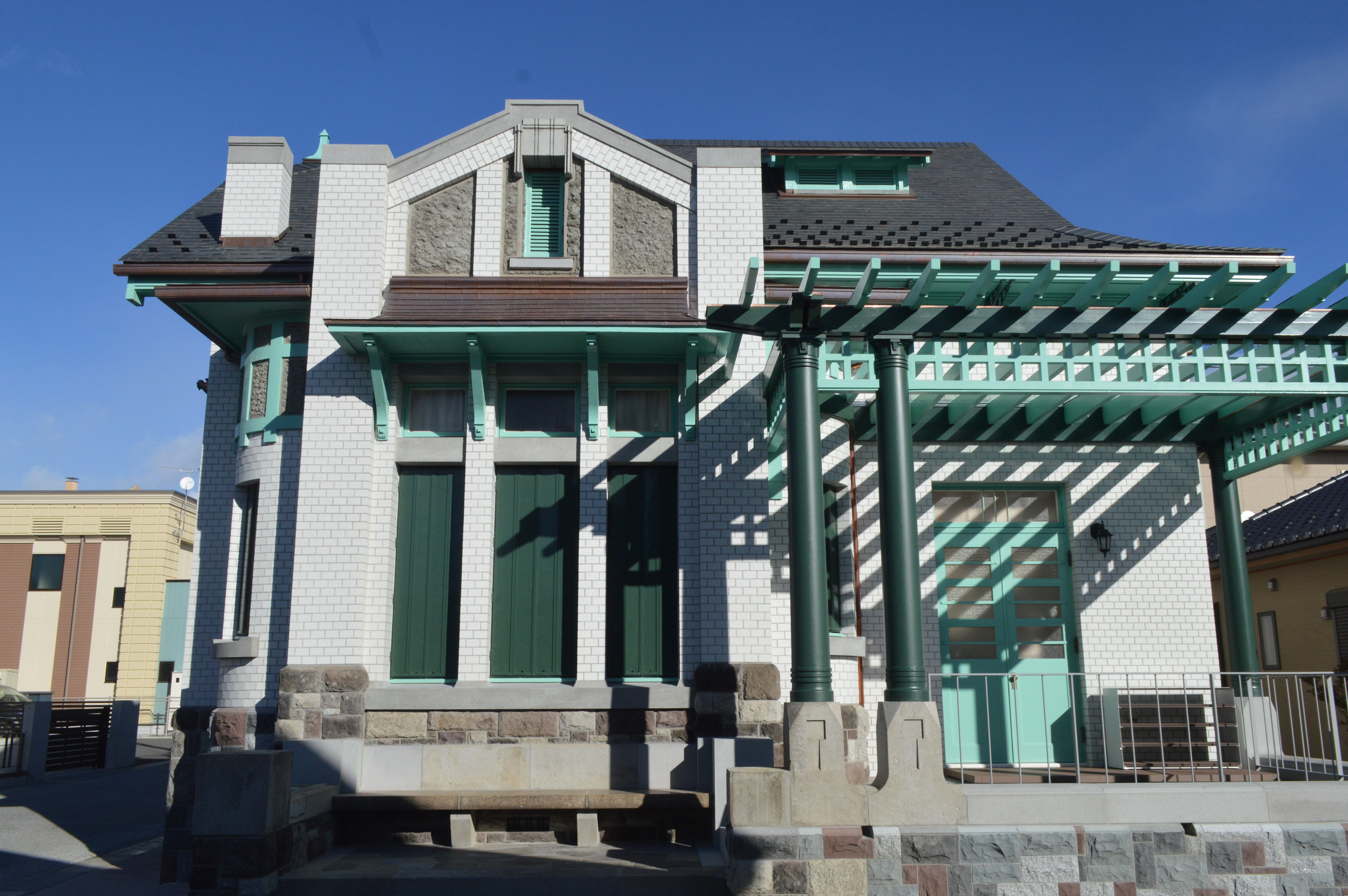
旧久米家住宅洋館

1912年（大正元年）頃、東京府豊多摩郡上原（代々木上原）に久米民之助の邸宅として竣工し、代々木御殿とも呼ばれていた。1923年（大正12年）9月1日の関東大震災後に売却されて紀州徳川家本宅となり、1938年（昭和13年）には目黒蒲田電鉄が土地を購入して分譲した。旧代々木御殿は解体されることなく残され、太平洋戦争後には進駐軍による接収も経験した後、岩佐多聞邸となった。解体が決定した際に沼田市が建物を取得し、2023年（令和5年）に大正ロマンエリアに移築された。

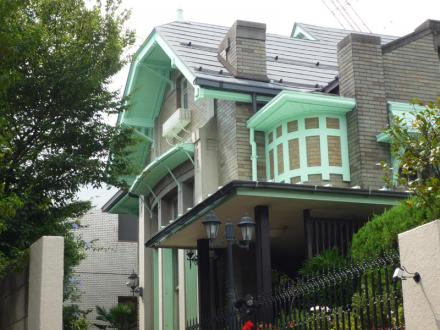
移築前

### 生方記念文庫

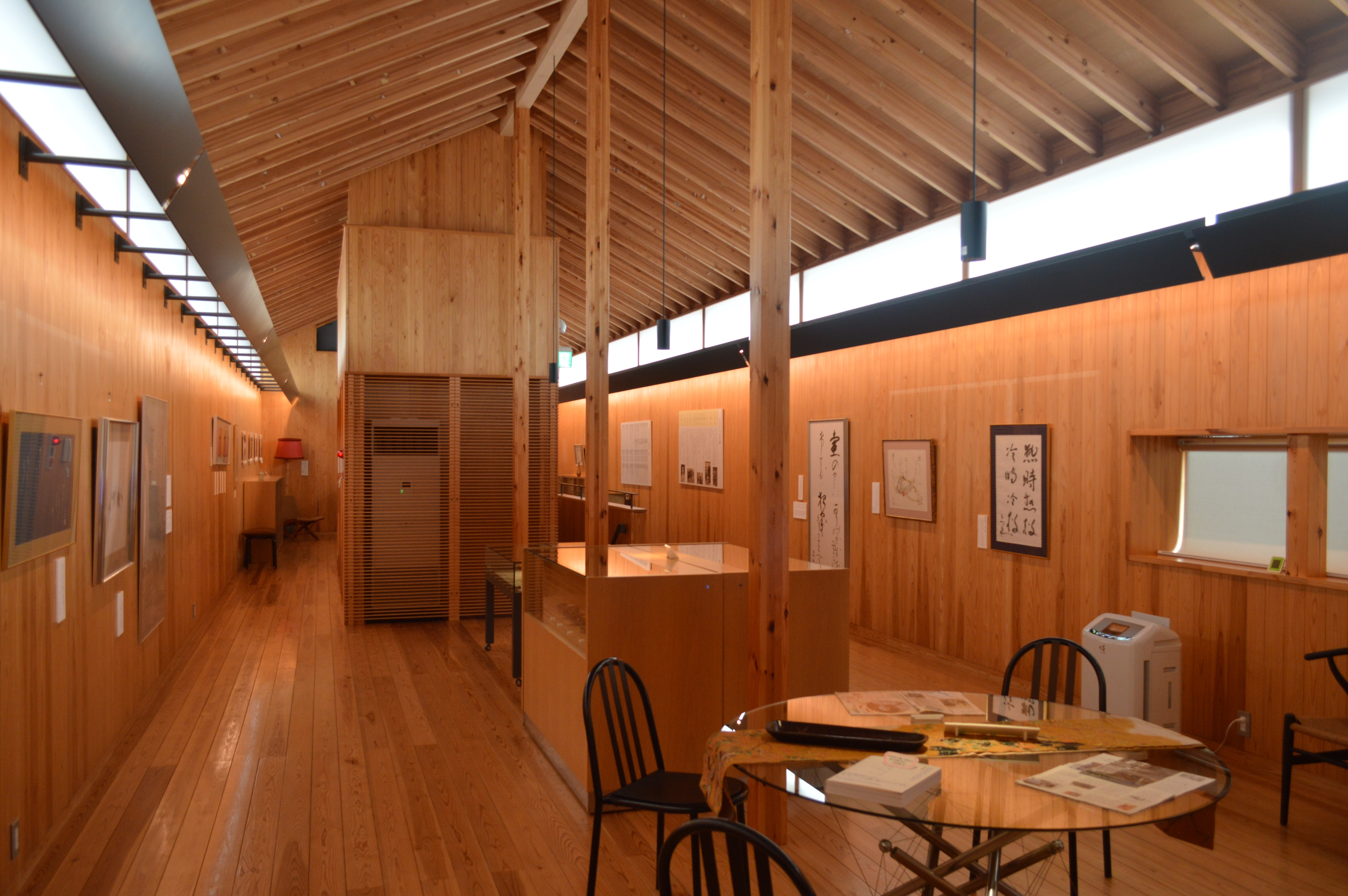
生方記念文庫

沼田市名誉市民の歌人である生方たつゑの詩歌関係書籍などを保存・展示する文学館である。2014年（平成26年）7月に沼田市に上之町に移転開館した。

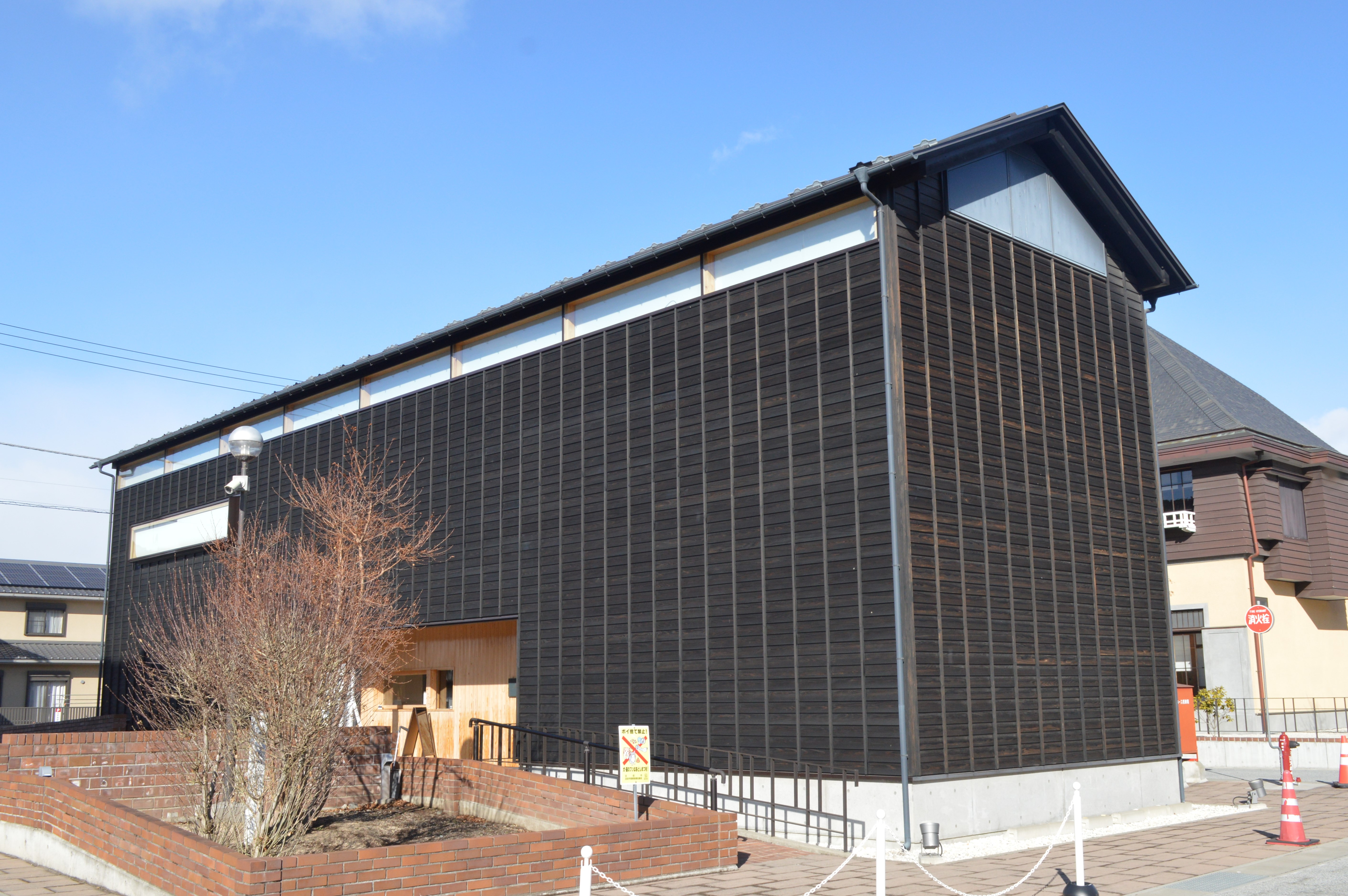
建物